# Renia salusalis
Renia salusalis är en fjärilsart som beskrevs av Walker 1859. Renia salusalis ingår i släktet Renia och familjen nattflyn. Inga underarter finns listade.